# D.Dブレイカー
『D.Dブレイカーりりあ 暗黒夢破壊譚 ACT-01 RIRIA』（D.D BREAKER）は、2008年のオリジナルビデオ。製作・販売元はアタッカーズ、制作はオフィス・ファンタム。 テーマは陵辱されるヒロイン。

## ストーリー
2万人が死亡した未曾有のバイオテロから5年、急速に復興をとげつつある東京。
だがしかし……あまりにも多くの人間が死にすぎたこの街では、いまだ、原因不明の異常事件・怪奇現象が多発している。
この異常事態に、事件解決の鍵を握る、謎の女性『水沢』によって『内閣府危機管理局』通称『内危』が極秘裏に組織された。
そして1年前、見知らぬ男に襲われた私を助けてくれたのは、その『水沢』だった。その時、私は自らの特殊な能力に目覚め、『水沢』から、その使命を告げられる。
「私の名は『姫咲リリア』　都内の高校に通う女子高生。そして『内危』所属の『マジシャン（魔術師）』」
「コードネームは『ドリームブレーカー』」

## スタッフ
ドラマパート・アダルトパート共通
- 企画・総指揮：松本竜欣
- 原作・脚本：出海まこと
- キャラクターデザイン：すがわらあわじ
- デザインワークス：谷口守泰
- 音楽：永田一直
- 音楽監督：松本竜欣
- 衣装制作：ロッシュ
- 造形チーフ：野本秀樹
- エグゼクティブプロデューサー：丸山道央
- プロデューサー：松本竜欣
- 企画・制作：オフィス・ファンタム、クラスタープロダクション
- 製作：アタッカーズ

ドラマパート
- 監修：畑澤和也
- 監督：田中守
- 助監督：石和摂
- スタントコーデネイト：北辻文人（J-stant network）
- 撮影・録音：J-BOYCG
- 照明：森岡義文、伊藤裕
- CG：石榴
- 音響効果：藤本淳
- MA：吉川博光
- 制作助手：池田将人
- 制作協力：ピースモア

アダルトパート
- 監督：高橋孝英
- 助監督：BOZU、南ももこ
- 撮影：川田弘之、BOZU
- 照明：森岡義文、伊藤裕
- 録音：富本正信
- 緊縛：千葉曳三

## 出演
- ドリームブレイカー：姫咲りりあ
- 作田ノブオ：志戸哲也
- オルタナティブ：太田伸幸
- りりあの母：若林ひかる
- 水沢奈央：梅野奈央美